# 通学

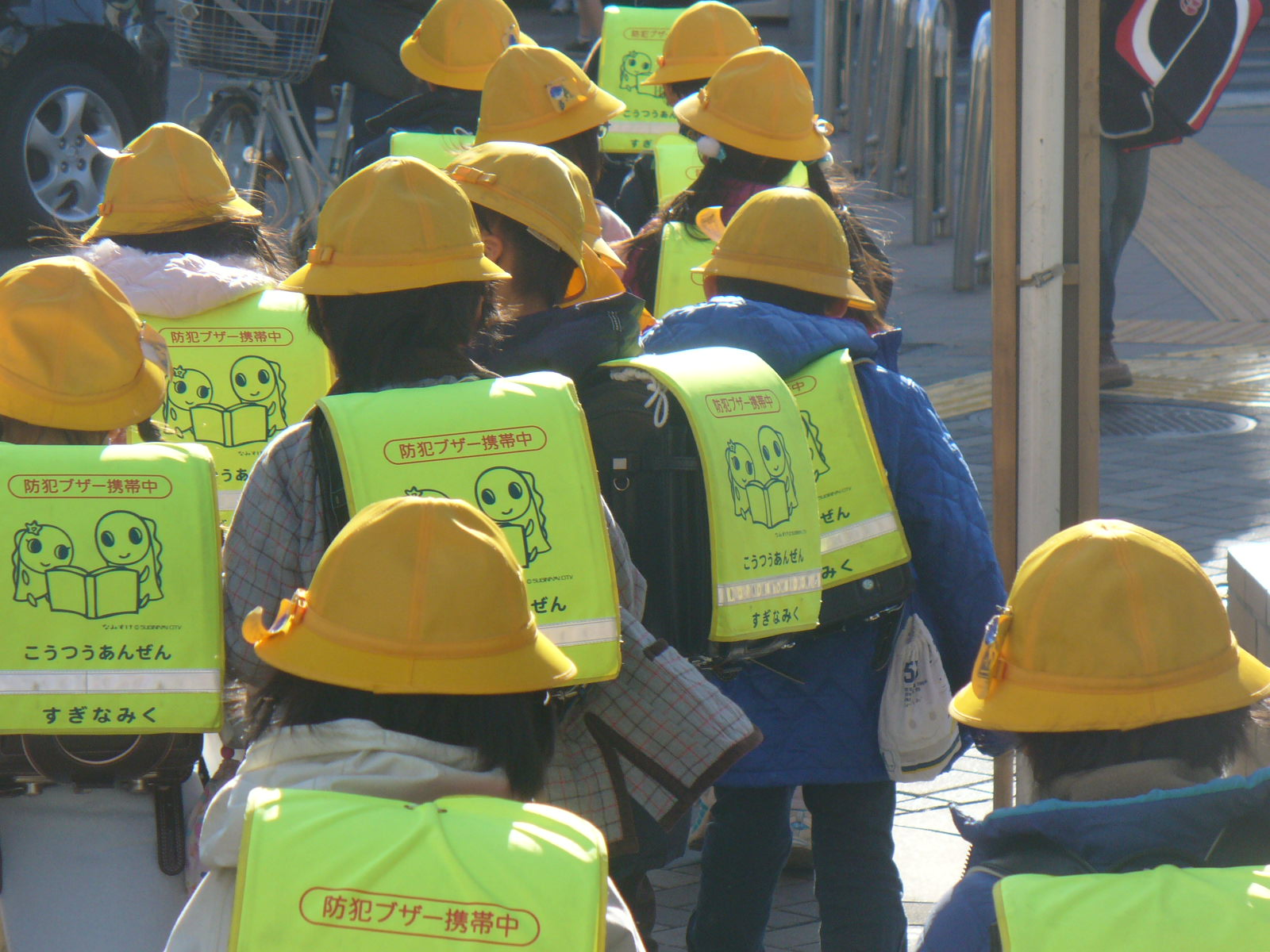
日本の多くの小学校では、ランドセルを背負い、児童だけで集団で歩いている

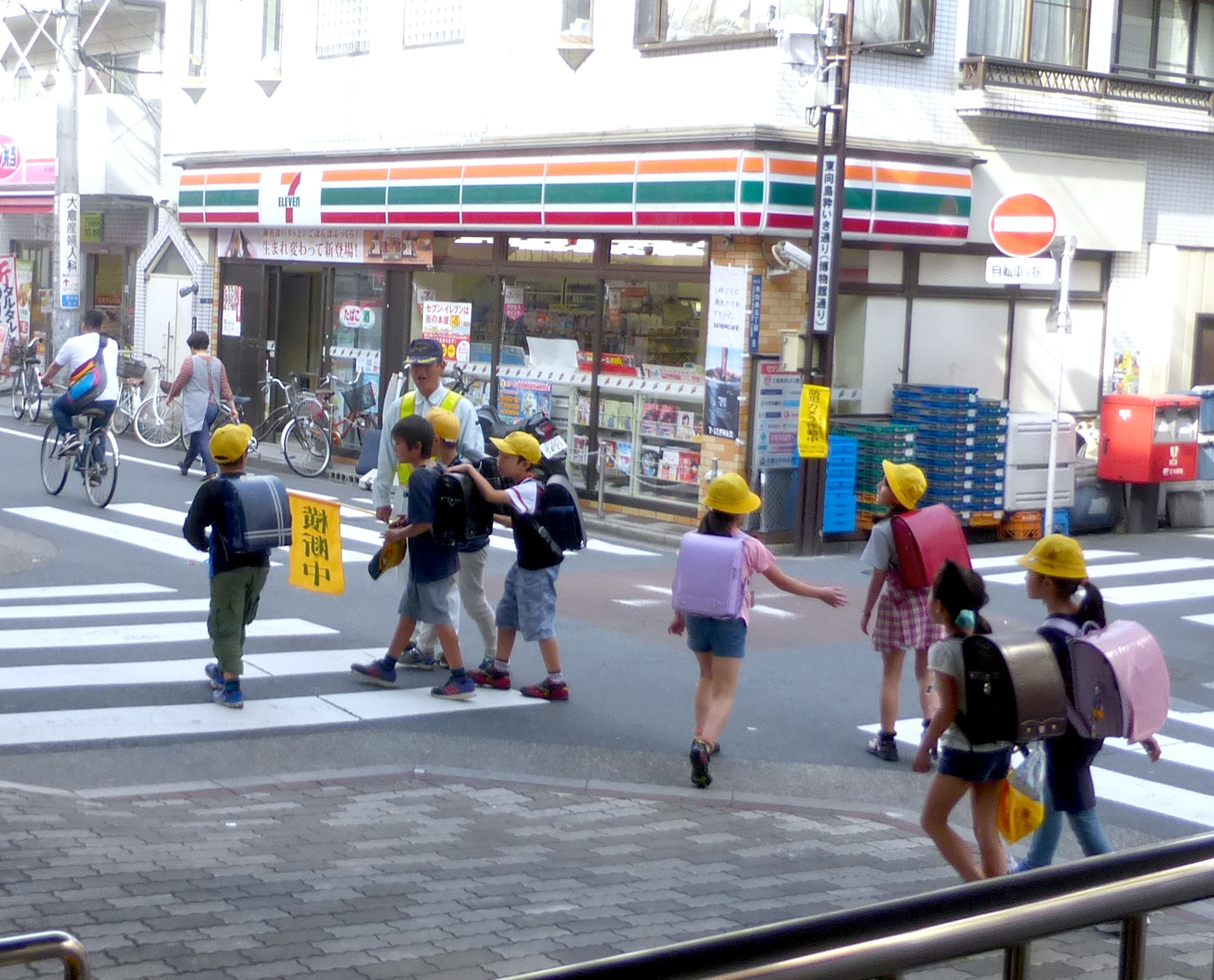
小学生の通学時に交差点の横断歩道で見守る大人（この場合は東京都の地方公務員「学童擁護員」、2015年）

通学（つうがく）とは、児童・生徒・学生が学校へ通うこと。行きの「登校」と帰り（帰宅）の「下校」を合わせて登下校とも言う。園児が幼稚園や保育園に通う場合は通園（つうえん）といい、行きの「登園」と帰り（帰宅）の「降園」を合わせて登降園ともいう。

## 通学範囲
通学範囲の制限は以下の二点のどちらか、もしくは両者の組み合わせで決められる。通学範囲について特に規定の無い学校もある。
- 地域を指定する学区（校区）。
- 通学にかかる時間で制限する。

## 形態
登下校の形態は、児童・生徒・学生の生活環境等の事情により様々であるが、
- どこから通うか
- どのような交通手段を使うか

に大別して考えることにする。

### どこから通うか
公立の小学校と中学校にあっては、一般に自宅から通う者がほとんどだが、稀に自宅以外から通う者もいる。自宅以外の例としては、学校の寮や下宿、寄宿舎が挙げられる。公立の高等学校では、学区がある都道府県の普通科では自宅から通う者が多い。学区がない都道府県の普通科や専門学科・総合学科では自宅以外から通う例も見られる。高等教育・私立学校・大学では、学区（校区）制が無いため、学校の立地条件・交通手段・学生や生徒の事情などの状況により異なっているため様々である。

### 交通手段

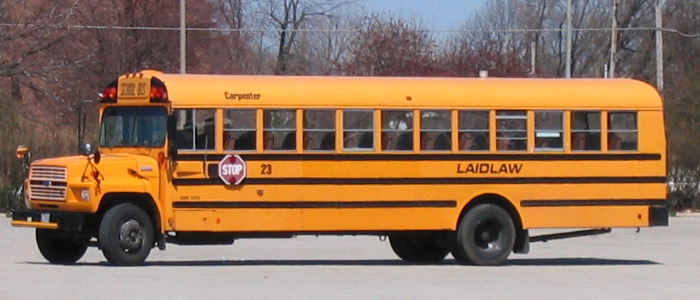
アメリカ合衆国の一般的なスクールバス。国や地域によっては使われることがある。

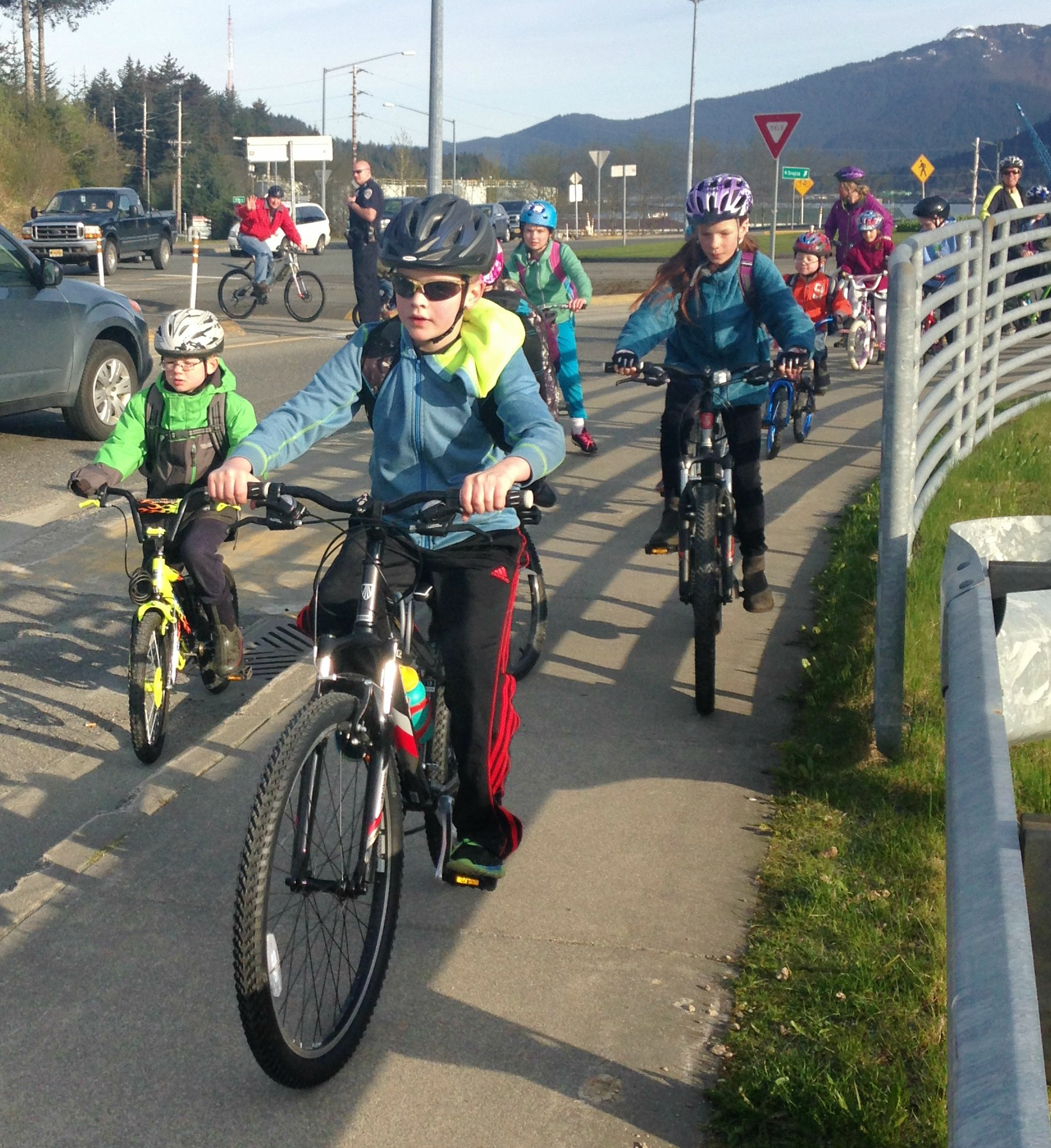
米国・アラスカ州の小学校で自転車通学する日。

交通手段としては、以下に挙げるものが考えられる。
- 徒歩 - 学校から自宅まで近距離の場合、歩いての通学。小学校などでは、登校時に班を作って、集団で登校をする学校や地域もある。
- バス - 学校から自宅まで中・遠距離の場合に利用。一般に路線バスを用いる。過疎地や山間部などでは小中学校でも認められているところもあり、そのような場合、バス会社が協力して通学用にバスを運行する例も見られる。スクールバスも参照のこと。
- 鉄道
- 船 - 海・湖・川などを渡って通学する場合に利用。島嶼部を中心に多く見られる。
- 自転車 - 学校から自宅まで中距離の場合に利用。中学校・高等学校などでは学校に許可を取らなければならないのが一般的。なお小学校では自転車通学が原則認められておらず、学区が大きく通学に時間がかかる場合のみ一部の学校で許可されている。
- 自動車 - 学校から自宅まで遠距離、公共交通機関の利用が不便、時間短縮、安全確保などの理由で利用。家族、親戚、知人、専属運転手、地域の担当者、タクシーもしくは学校の教職員が運転する自家用自動車を利用し目的地に送り届ける。しかし校則で禁止されている学校も多い。一部の大学では厳密な審査の上ではあるが、本人の運転による通学を認可している場合もある（豊田工業大学、長崎ウエスレヤン大学、愛知産業大学、関西学院大学、名古屋商科大学など）。

以上のものを組み合わせた通学形態をとることもある。例えば、自宅から最寄の駅を利用するに当たって、駅まで自転車を利用し、学校の最寄り駅から徒歩といった交通手段が考えられる。また、スクールバスという、自宅などと学校を結ぶバスを利用するという形態もある（学校法人が直接運営するもの、学校と契約しているバス会社が運行するもの、公立学校を持つ自治体が運行するものなどさまざまで、自治体運行は通学区域が広大なうえ、冬が長く徒歩通学時の安全確保が難しい北海道で多い）。
バスや鉄道、船舶を利用する場合、学校に申請することで、通学定期券を利用することができる。殆どの学校で可能だが登校日数が少ない通信制高校や学習塾、サポート校などでは発行できない。なお通信制高校では通学定期券の代わりとして学校学生生徒旅客運賃割引証を発行し通学用の割引回数券を買うことができる。(101km以上で利用できる乗車券が2割引、通学用の回数券の場合、大人普通運の5割引きかつ有効期限が6か月に延びる。)

## 通学路

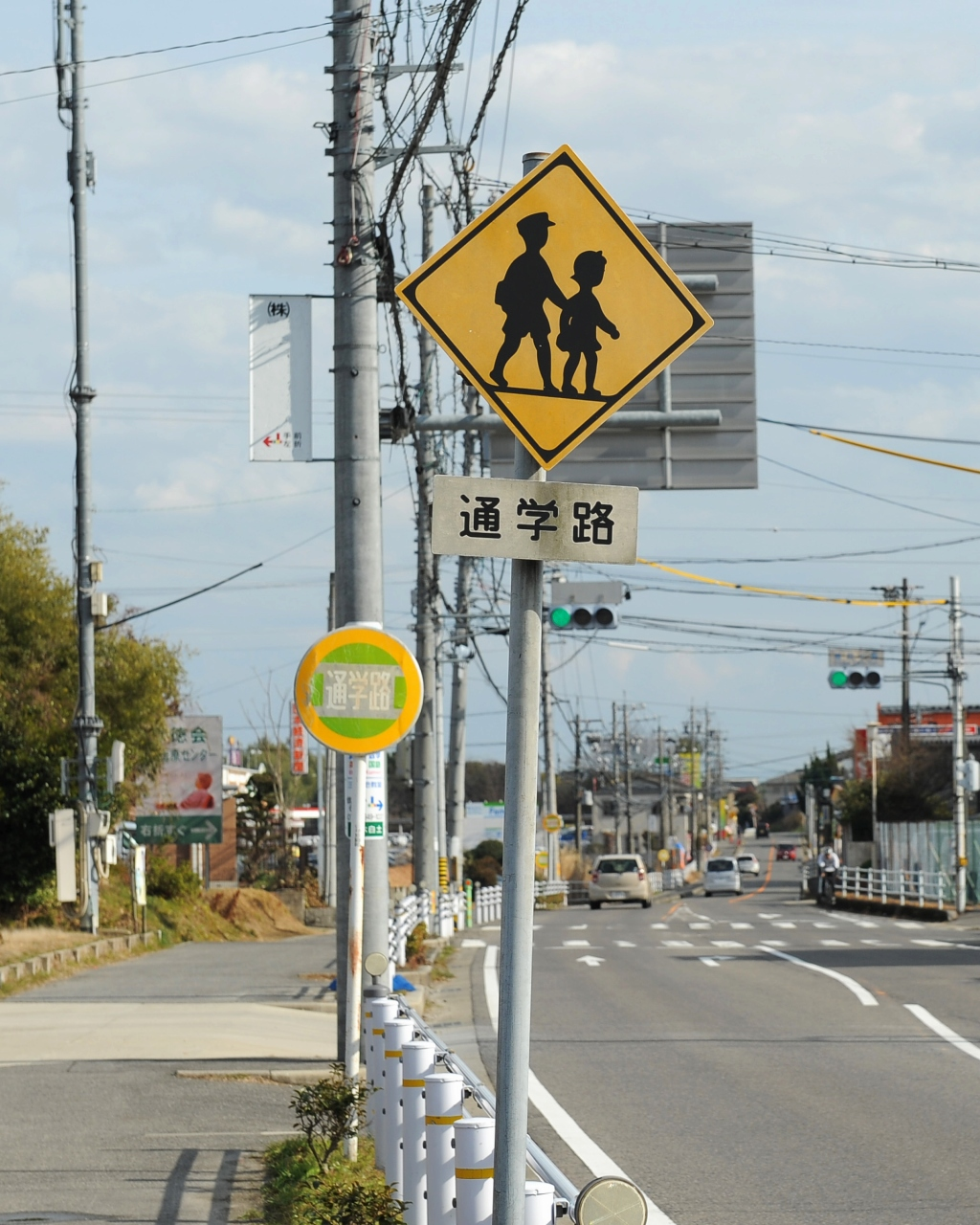
通学路を示す日本の道路標識

自宅などから学校へ通う道のこと。「スクールゾーン (en)」として交通整理されている場合が多い。登校時間帯は学校近隣を中心に、自動車通行が禁止（道路標識）または自粛が要請（立て看板）されている道もある。
交通事故や犯罪被害などを防ぐため、保護者、近隣住民、教員らによる見守りや集団登下校が行われる地域も多い。
校区が広い場合は、地元の公立小中学校でも、自宅から学校まで10キロメートル以上もするところもある。また、地元の学校に通っていない場合は、通学路が数十キロメートルあるというのも珍しくない。このケースに該当する生徒の場合、条件によっては例外的に越境入学が認められる場合もある。（詳細については越境入学を参照）
2011年、警察庁は、一部の通学路や生活道路が交通量の増加や抜け道として利用されている実態に対応するため、全国の都道府県警察に通学路や生活道路を必要に応じて「ゾーン30」として指定し、同ゾーン内の制限速度を30km/hに整備を進めるよう通達。また、可搬式オービスを導入した警察では、同装置を使用した速度取り締まりを行っている。

## 通学に要する時間・距離・費用
通学にかかる時間は、自宅と学校の場所によってまちまちである。近ければ1分、遠ければ1時間以上を要することもあり、その幅が広い。
通常時、学校は始業時刻・終業時刻が定められている。通学の時間帯は、この始業・就業時刻と通学の所要時間とで決まってくる。また、下校の時間帯は、その日の日課や放課後の活動の有無やその他の諸事情によっても変わってくることがある。バスや鉄道、船舶などの公共交通機関を利用する場合、通学の時間帯は通勤ラッシュと重なることもあり、特に初等教育期などにあっては、児童にとって負担となることもあり、これらを避けるための配慮を必要となる場合もある。
関東地方北部や静岡県東部では、地元の若者が数十-100キロメートル程度離れた東京の大学へ進学した場合、鉄道特急券代など通学費用を一部補助する制度を設けている市や町が複数ある。地元に住み続けてもらい、東京への人口流出を防ぐ狙いがある。

## 事故
日本では、2016年から2020年の5年間に、登下校中の事故で死亡、重傷を負った児童（小学生）の数を908人とする警察庁のデータが存在する。